# Lijst van Vlaardingers
Deze lijst van Vlaardingers betreft bekende personen die in de Nederlandse stad Vlaardingen zijn geboren of hebben gewoond.

## A
- Kefah Allush (Nablus (Palestina) 1969), tv-maker
- Chantal Achterberg (1985), roeister
- Agnes van Ardenne (Maasland 1950), politica; van 2002–2007 achtereenvolgens staatssecretaris en minister van Ontwikkelingssamenwerking

## B

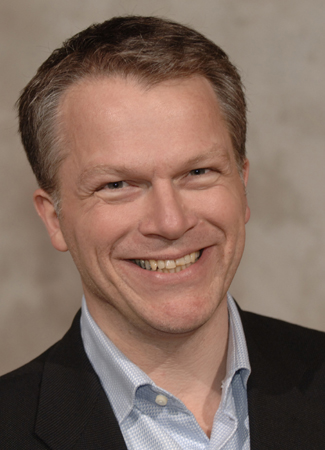
Wouter Bos
geboren in Vlaardingen

- Gerard van den Berg (1932–2009), radio- en televisiepresentator
- Gerrit Berveling (1944), classicus, theoloog en Esperanto-auteur
- Look J. Boden (1974), tekstschrijver, (stads)dichter, uitgever, fotograaf
- Koos Boerdam (1892–1973), voetballer
- Willem Boerdam (1883–1966), voetballer
- Alex Boogers (1970), schrijver
- Wouter Bos (1963), oud-minister van financiën en vicepremier in kabinet-Balkenende IV. Bestuurder VUmc.
- Edith Bosch (1980), judoka
- Annouk Boshuizen (1998), voetbalster
- Roxanne Bovenberg (1989), handbalster
- Cornelis van Bree (1932-2025), taalkundige
- Tjerk Bruinsma (1951), de eerste via een referendum gekozen burgemeester van Nederland

## C
- Gerard Callenburgh (1642–1722), 17e-eeuws viceadmiraal

## D
- Carlo van Dam (1986), autocoureur
- Bruno van Dingen (1998), hip-hopartiest (Brunzyn)
- Raven van Dorst (1984), rockartiest, acteur en presentator
- Wouter Dronkers (1993), voetballer
- Leen Droppert (1930–2022), beeldhouwer, kunstenaar
- Esther Duller (1966), televisiepresentatrice

## E
- Toon Effern (1914–2005), voetballer
- Wim Effern (1907–1990), atleet
- Jan Eikelboom (1964), televisiejournalist (NOVA)
- Imad El Kaka (1974), Palestijns-Nederlandse journalist en beleidsadviseur
- Arjan El Fassed (1973), lid Tweede Kamer

## G
- Aar de Goede (1928–2016), politicus
- Ad Groenendijk (1918–2018), verzetsstrijdster

## H
- Peter d'Hamecourt (1946–2023), (tv-)journalist, columnist en publicist
- Ton Hardonk (1935–2015), burgemeester
- Petra van Hartskamp-de Jong (1962), burgemeester
- Herman Helle (1953), beeldend kunstenaar
- Noortje Herlaar (1985), musicalactrice
- Tom Herlaar (1957), journalist en radiopresentator
- Tilia Hill (1872–1939), zangeres
- Rijk Hofman (1997), presentator
- Sam Hofman (1995), dj
- Tim Hofman (1988), presentator
- Wilma van Hofwegen (1971), zwemster
- Andries Hoogerwerf (1906–1977), atleet
- Arnold Hoogvliet (1687–1763), 17e-eeuws dichter
- O.C. Hooymeijer (1958), beeldend kunstenaar
- Chiem van Houweninge (1940), acteur en scenarioschrijver
- Mark Huizinga (1973), judoka

## J
- Johan Jongkind (1819–1891), kunstschilder

## K
- Wim Kerkhof (1953), zanger van The Amazing Stroopwafels
- Astrid Kersseboom (1966), nieuwslezeres
- Marjolein Keuning (1962), presentatrice, actrice
- Sakir Khader (1990), journalist
- Jan Kijne (1895–1941), verzetsstrijder in de Tweede Wereldoorlog
- Milton Klooster (1996), voetballer
- Wim Koevermans (1960), voetballer
- Jaap Kolkman (1912–1985), schrijver
- Frank Kooiman (1970), voetballer
- Monika Kornet (1992), handbalster
- Chris de Korte (1938–2024), judotrainer

## L
- Noa Lang (1999), voetballer
- Harry de Lange (1919–2001), econoom
- Ilona de Lange (1980), (kinder)boekenschrijfster
- Robbie van Leeuwen (1944), zanger, gitarist Shocking Blue
- Richal Leitoe (1983), voetballer
- Martijn LeNoble (1969), basgitarist (Jane's Addiction, The Cult)
- Rudie Liebrechts (1940), schaatser en wielrenner
- Luuk de Ligt (1963), historicus
- John van der Linde (1902-1980), hoofdmecanicien en medewerker van Charles Lindbergh bij de bouw van de Spirit of St. Louis en diens eerste vlucht.
- Dolf van der Linden (1915–1999), componist en dirigent, oprichter Metropole Orkest
- Lobo (1955-2025), zanger (Imrich Lobo)
- Arie van der Lugt (1917–1996), schrijver

## M
- Jaap Maarleveld (1924–2021), acteur
- Michel de Maat (1961), atleet
- Dalian Maatsen (1994), voetballer
- Darren Maatsen (1991), voetballer
- Ian Maatsen (2002), voetballer
- Geert Mak (1946), schrijver
- Connie Meijer (1963–1988), wielrenner
- Joke Meijer-Wapenaar (1949), toetsenist (Orgel Joke)
- Mateja Milovanović (2004), voetballer
- Gaby Minneboo (1945), (baan)wielrenner
- Cornelis Moerman (1893–1988), huisarts
- Perry Moree (1960), VOC-historicus
- Karen Mulder (1970), topmodel
- Saskia Mulder (1973), actrice

## O
- Bert Otto (1949), beeldend kunstenaar

## P
- Ted van der Parre (1955), Sterkste man van de Wereld (1992), voormalig inwoner van Vlaardingen
- Roel Pieper (1956), hoogleraar, ondernemer, oud-topman Philips
- Sjoerd Pleijsier (1954), acteur
- Remi Poppe (1938), Tweede Kamerlid Socialistische Partij
- Winston Post (1972), acteur

## R
- Obi Raaijmaakers (2000), radiopresentator
- Kimi Räikkönen (1979), Fins autocoureur (woonde vanwege zijn kartingcarrière in 1998 en 1999 in Vlaardingen)
- Denise van Rijswijk (1978), vrouw van Winston Post en lid van de danceact Vengaboys
- Brandon Robinson (1995), voetballer
- Willem van Ruytenburch (1600–1652), ambachtsheer, man in het geel op De Nachtwacht

## S
- Menno Schilthuizen (1965), evolutiebioloog, ecoloog
- Michiel Schrier (1972), politicus
- Jacques Sens (Schiedam 1946), beeldend kunstenaar
- Frank van der Slot (1995), gamer
- Leo de Snaijer (1931), politicus
- Kees van der Staaij (1968), politicus (politiek leider van de SGP)
- Jeff Stans (1990), voetballer
- Mary-Lou van Steenis (1963), actrice (bekend van Spijkerhoek en Vrienden voor het Leven)
- Maarten Struijs (1946), architect
- Dick Swaneveld (1944) geluidstechnicus, helft van duo Tom & Dick met in 1969 de 3 weken nummer 1-hit "Bloody Mary"

## T
- Liesbeth van Tongeren (1958), politica
- Aad van Toor (Adriaan) (1942), acrobaat, vormde een duo met Bas van Toor als Bassie en Adriaan (geboren in het nabijgelegen Maassluis)
- Bas van Toor (Bassie) (1935), acrobaat, clown, vormde een duo met Aad van Toor als Bassie en Adriaan (geboren in het nabijgelegen Maassluis)
- Ina van Toor (1945[bron?]), televisieproducent, regisseur en stemactrice

## V
- Koos van der Vaart (1950), politicus
- Ds. Arie van der Veer (1942-2024), predikant en voorzitter van de Evangelische Omroep
- Joey van der Velden (1987), acteur
- Ton van der Velden (1952), acteur
- Ericus Gerhardus Verkade (1835–1907), industrieel en oprichter van het bedrijf Verkade
- Antoinette Vietsch (1957), politica
- Rutger Vink (1989), youtuber (Furtjuh)
- Kees van Vliet (1955), priester
- Koos Vorrink (1891–1955), politicus

## W
- Jacob van der Windt (1745–1792), schipper van 'De Roode Roos.'
- Harald Wapenaar (1970), voetballer
- Lévi Weemoedt (1948), schrijver en dichter
- Jan Jansz. Weltevree (of Park Yon) (1595–1666), zeevaarder in Korea
- Rik van de Westelaken (1971), presentator
- Carel van der Weijden (1933), econoom
- Herman Wigbold (1925–1998), journalist en tv-programmamaker
- Jan de Winter (1939–2022), kunstenaar
- Renger Witkamp (1959), bioloog, farmacoloog en hoogleraar
- Lisanne de Witte (1992), atlete
- Pauline Wong (1985), tennisster

## Z
- André van der Zande (1952), bioloog, topambtenaar en hoogleraar
- Petrus van Zonsbeek (1763–1847), politicus
- Serge Zwikker (1973), basketballer

Alkmaar · 
Almelo ·
Almere · 
Alphen-Chaam · 
Alphen aan den Rijn ·
Amersfoort · 
Amstelveen · 
Amsterdam · 
Apeldoorn · 
Arnhem · 
Assen ·
Baarn · 
Bergen op Zoom · 
Bilthoven · 
Bolsward · 
Boxtel · 
Breda · 
Bredevoort · 
Brunssum · 
Bussum · 
Delft ·
Den Haag ·
Den Helder · 
Deurne · 
Deventer · 
Doetinchem ·
Dokkum · 
Dordrecht · 
Drachten · 
Ede · 
Eindhoven · 
Emmen · 
Enschede · 
Franeker · 
Geleen · 
Gouda · 
Groenlo ·
Groningen · 
Haarlem · 
Harlingen ·  
Heemstede · 
Heerenveen · 
Heerlen · 
Helmond · 
Hengelo · 
's-Hertogenbosch · 
Hilversum · 
Hoogeveen · 
Hoorn · 
Horst ·
Kampen · 
Kerkrade · 
Leerdam · 
Leeuwarden · 
Leiden · 
Lelystad · 
Maastricht · 
Meppel ·  
Middelburg  ·
Nijkerk · 
Nijmegen · 
Oldenzaal · 
Ommen · 
Oss · 
Rijswijk (Zuid-Holland) · 
Roosendaal · 
Rotterdam · 
Schiedam · 
Sittard · 
Sittard-Geleen · 
Sneek · 
Soest · 
Stadskanaal · 
Tegelen · 
Tiel · 
Tilburg · 
Urk · 
Utrecht · 
Veenendaal · 
Veghel · 
Venlo · 
Venray · 
Vlaardingen · 
Vlissingen · 
Wageningen · 
Warnsveld · 
Weert · 
Winschoten · 
Woerden · 
Zeist · 
Zierikzee · 
Zoetermeer · 
Zutphen · 
Zwolle